# Duo Siqueira Lima
Duo Siqueira Lima é um duo de violões formado pela uruguaia Cecília Siqueira e pelo mineiro Fernando de Lima, e que mistura gêneros como clássico, barroco e música brasileira.

## Biografia
Formado pela uruguaia Cecilia Siqueira e pelo mineiro Fernando de Lima, o Siqueira Lima é um dos mais prestigiados duos de violões da atualidade. Com um trabalho que une o clássico ao instrumental brasileiro, são reconhecidos mundialmente pelo virtuosismo técnico, interpretativo, perfeito entrosamento e por seus ousados e originais arranjos para dois violões.
| “                                                                         | Eles estão sendo considerados um novo fenômeno do violão brasileiro. Com uma mistura de técnica perfeita, repertorio infalível e muito carisma, Fernando Lima e Cecilia Siqueira ganham admiradores por onde passam. | ” |
| — Câmara dos Deputados de SP - Talentos do Brasil - 22 de janeiro de 2014 | |   |

Em sua recente turnê nos Estados Unidos o duo se destacou pelo sucesso de público e crítica, o que lhes rendeu o prêmio Brazilian International Press Awards 2014. Nessa excursão o duo passou pelo New York Guitar Festival (Nova York), Allegro Guitar Series (Dallas, Fort Worth, Las Vegas) e pelo New World Center Theater (Miami).
| “                                            | ... finamente detalhado como um ovo Fabergé | ” |
| — The New York Times - 22 de janeiro de 2014 |                                             |   |

Cecilia e Fernando se conheceram no II Concurso
Internacional de Violão Pro-Música/SESC em 2001 na cidade de Caxias do Sul
(Brasil) onde dividiram o primeiro lugar entre participantes de vários países.
Esse evento foi crucial para a formação do duo e para o início de uma carreira
internacional. Desde
2003, o duo já passou por cidades como Paris, Milão, Madrid, Londres, Dublin,
Bruxelas, Amsterdam, Lausanne, Luxemburgo, Moscou, Minsk, Varsóvia, Bratislava,
Sarajevo, Nova York, Los Angeles, Miami, Dallas, Las Vegas, Pretória, Luanda, Montevidéu
e várias capitais brasileiras.

## Discografia
A versatilidade técnica, o amplo interesse musical e interpretativo do duo já resultou quatro álbuns, com o repertório abrangendo da música barroca europeia ao popular sul-americano.
- Tudo Concorda (Independente, 2002)

Com vasto repertório do erudito ao popular.
- Lado a Lado (Independente, 2006)

Com arranjos próprios de música popular brasileira.
- Um a Um (GHA Records, 2010 - Bélgica)

Segundo álbum dedicado à música brasileira, com arranjos próprios e estreando obras inéditas dedicadas especialmente ao duo.
- Barroco (GHA Records, 2016 - Bélgica)

Dedicado às obras de Bach, Handel e Scarlatti.
Em 2006 o álbum Lado a Lado foi lançado em Dublin (Irlanda) no “Festival of World Cultures”, onde se apresentaram múicos de mais de 50 nacionalidades.
Em novembro de 2007 realizaram seu Debut no National Concert Hall em Dublin-Irlanda e no Cultural Arts Center em São Petersburgo-Rússia .
Em 2010, lançaram o álbum Um a Um na Europa, no Festival Internacional de Violão de Paris, e nos Estados Unidos.

## Prêmios
- Prêmio Profissionais da Música 2015 - PPM 2015 - Brasil  Categoria: Instrumentistas
- Brazilian International Press Awards 2014 - Estados Unidos  Categoria: Show de Música Instrumental

## Repertório para dois violões e orquestra
- Joaquim Rodrigo - Concierto Madrigal
- Radamés Gnattali - Concerto Nº 3 de Copacabana
- Sergio Assad - Concerto Phases
- Marco Pereira - Lendas Amazônicas (dedicado ao Siqueira Lima)

## Workshops e Masterclasses
- Conservatoire Royal de Liège (Liège - Bélgica)
- XIV Wiosenne Koncerty Gitarowe (Szczecin - Polônia)
- University of Florida (Gainesville, Flórida - USA)
- SMU Meadows School of Arts (Fort Worth, Texas - USA)
- Universidade Federal do Rio de Janeiro - UFRJ (Rio de Janeiro - Brasil)
- entre outros